# Тугушев, Сергей Владимирович
Сергей Владимирович Тугушев (род. 15 декабря 1979, Серпухов, Московская область) — ведущий новостей «Первого канала», практикующий психолог.

## Биография
Родился 15 декабря 1979 года. По наставлению отца-военного поступил в Ростовский военный институт ракетных войск. Но на четвёртом курсе понял, что быть военным не его призвание и из института ушёл, хотя был претендентом на золотую медаль. Позже окончил Институт телевидения и радиовещания, а также Национальный исследовательский университет «Высшая школа экономики».
В 2000 году начал работать на ростовском радио в качестве ведущего новостей. Позже стал делать программы для местного телевидения.
В 2002 году окончил школу журналистики «Интерньюс», где был признан лучшим выпускником. После этого был приглашен в Москву.
С 2002 по 2003 год работал корреспондентом ТВЦ.
С 2003 года по август 2011 года работал на «РЕН ТВ», где сначала был корреспондентом, а затем вёл экономический блок новостей программы «Новости 24».
С 15 августа 2011 года ведёт утренние новости на «Первом канале».
С 17 апреля 2017 года является членом Общественной палаты Московской области.
В 2018 году стал финалистом всероссийского конкурса управленцев «Лидеры России». Вошёл в ТОП-300 лучших управленцев России.